# Manteo (Észak-Karolina)
Manteo település az Amerikai Egyesült Államok Észak-Karolina államában, Dare megyében, melynek megyeszékhelye is. Lakosainak száma 1600 fő (2020. április 1.).

Minden nyáron életre kel a Roanoke Colony története a Waterside Theatre-ben Manteóban, Észak-Karolinában. Informatív, megrendítő, helyenként tréfás előadás. Az indián táncok, valamint a harci jelenetek látványosak. Paul Green forgatókönyve megeleveníti a történelmet.

## Népesség
A település népességének változása:

| 2010 | 1 434 |
| 2020 | 1 600 |